# 裡里駅爆発事故
裡里駅爆発事故（イリえきばくはつじこ）は、1977年11月11日21時15分(UTC+9)に大韓民国全羅北道裡里市（現：全北特別自治道益山市）の裡里駅（現：益山駅）で発生した大型列車爆発事故である。

## 概要
ダイナマイトと電気雷管など40tの高性能爆発物を正式な責任者もなしに載せて光州に向かっていた韓国火薬（現・ハンファ）の貨物列車が、裡里駅に停車中に爆発事故を起こした。捜査当局の発表によれば、駅近くの居酒屋で飲酒して貨物列車に戻り、車内で就寝していた護送員が明るくするために火をつけたろうそくが火薬箱に転倒したことが原因だった。火薬類などの危険物は駅構内に待機させず通過させなければならない原則を無視し、安全意識の欠如が人災を引き起こしたと批判された。
駅には直径30m、深さ10mの巨大な穴が空き、裡里市庁の前まで破片が飛んだ。駅周辺500m以内の建物は大部分が破壊され、59名の死者、1,100名以上（資料により異なる）の負傷者を出したほか、およそ1,800棟の建物が全半壊し、7,800名あまりの被災者が発生した。